# Mihrimah Sultan

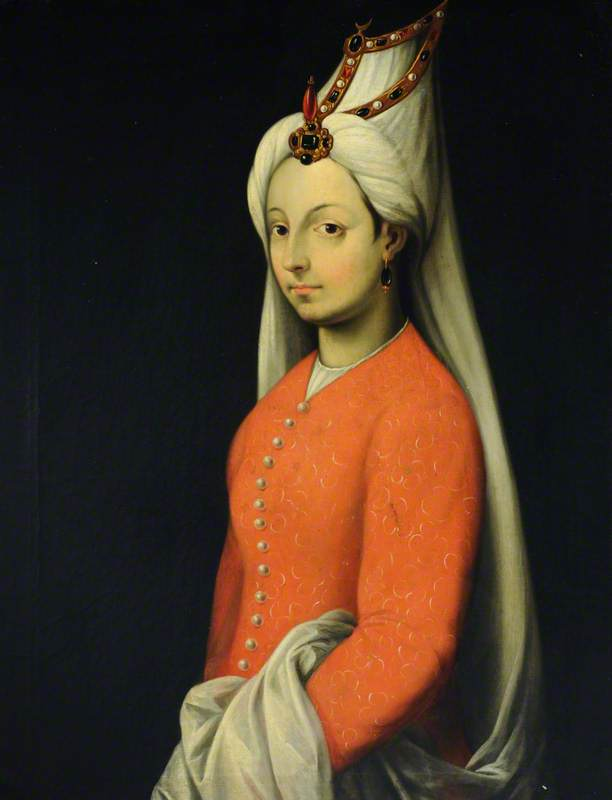
Oljemålning av Mihrimah, Tizian, 1500-talet.

Mihrimah Sultan, född mars 1522 i Istanbul, död januari 1578 i Istanbul, var en osmansk prinsessa, dotter till sultan Süleyman den store och Roxelana. Hon anses vara den mäktigaste prinsessan i det osmanska rikets historia och en ledande figur inom det så kallade kvinnliga sultanatet.
Under sin uppväxt ska Mihrimah ha följt sin far på resor i det Osmanska riket. Enligt den persiska litteraturen närvarade hon under Slaget vid Giza i Egypten på sin fars arabiska hingst Batal. 
Den 26 november 1539 i Konstantinopel gifte sig Mihrimah, vid sjutton års ålder, med Rüstem Pasha, som var storvisir 1544–1553. Hennes äktenskap var olyckligt, men Mihrimah spelade även som gift att en viktig roll.     
Hon fortsatte att följa fadern på hans resor inom och utom riket, och blev också känd som mecenat för konstnärer. Hon spelade också en politisk roll. Hon uppmuntrade fadern i hans krig mot Malta, där hon erbjöd sig att själv utrusta galärer; hon korresponderade med Sigismund II av Polen och klarerade statskulden med egna pengar vid sin brors trontillträde 1566.     
Under sin bror Selim II:s regeringstid regeringstid från 1566 till 1574, intog hon rollen och titeln som Valide sultan, något som annars endast brukade innehas av sultanens mor. Som sådan blev hon känd för sina byggnadsprojekt, hon byggde två moskéer i Istanbul.

### Fotnoter
1. ↑  ”Mihrimah Sultan - Biografiska sammanfattningar av framstående personer - MyHeritage”. www.myheritage.se. https://www.myheritage.se/research/collection-10182/biografiska-sammanfattningar-av-framstaende-personer?action=showRecord&itemId=1060066&indId=externalindividual-6739e2f4008bb342af9d130220bb3d6b&mrid=31a3a2c1f2adfddc4fa845dc39607395. Läst 3 september 2017.